# Biederthal
Biederthal là một xã thuộc tỉnh Haut-Rhin trong vùng Grand Est, đồng bắc Pháp. Xã này có diện tích 4,16 km², dân số năm 1999 là 350 người. Khu vực này có độ cao trung bình 420 mét trên mực nước biển.